# Roger De Baets
 (novembre 2021).
Si vous disposez d'ouvrages ou d'articles de référence ou si vous connaissez des sites web de qualité traitant du thème abordé ici, merci de compléter l'article en donnant les références utiles à sa vérifiabilité et en les liant à la section « Notes et références ».
Roger De Baets  est un footballeur belge né le 13 juillet 1941 qui évoluait essentiellement comme défenseur. 

## Biographie
Il joue l’essentiel de sa carrière à La Gantoise, même quand ce club est relégué en « Division 2 ».
Il participe avec cette équipe à la Coupe des villes de foires (trois matchs), et à la Coupe des coupes (un match).

## Palmarès
ARA La Gantoise
- Coupe de Belgique (1) :
  - Vainqueur : 1963-64.

- Championnat de Belgique D2 (1) :
  - Champion : 1967-68.